# Via Labicana

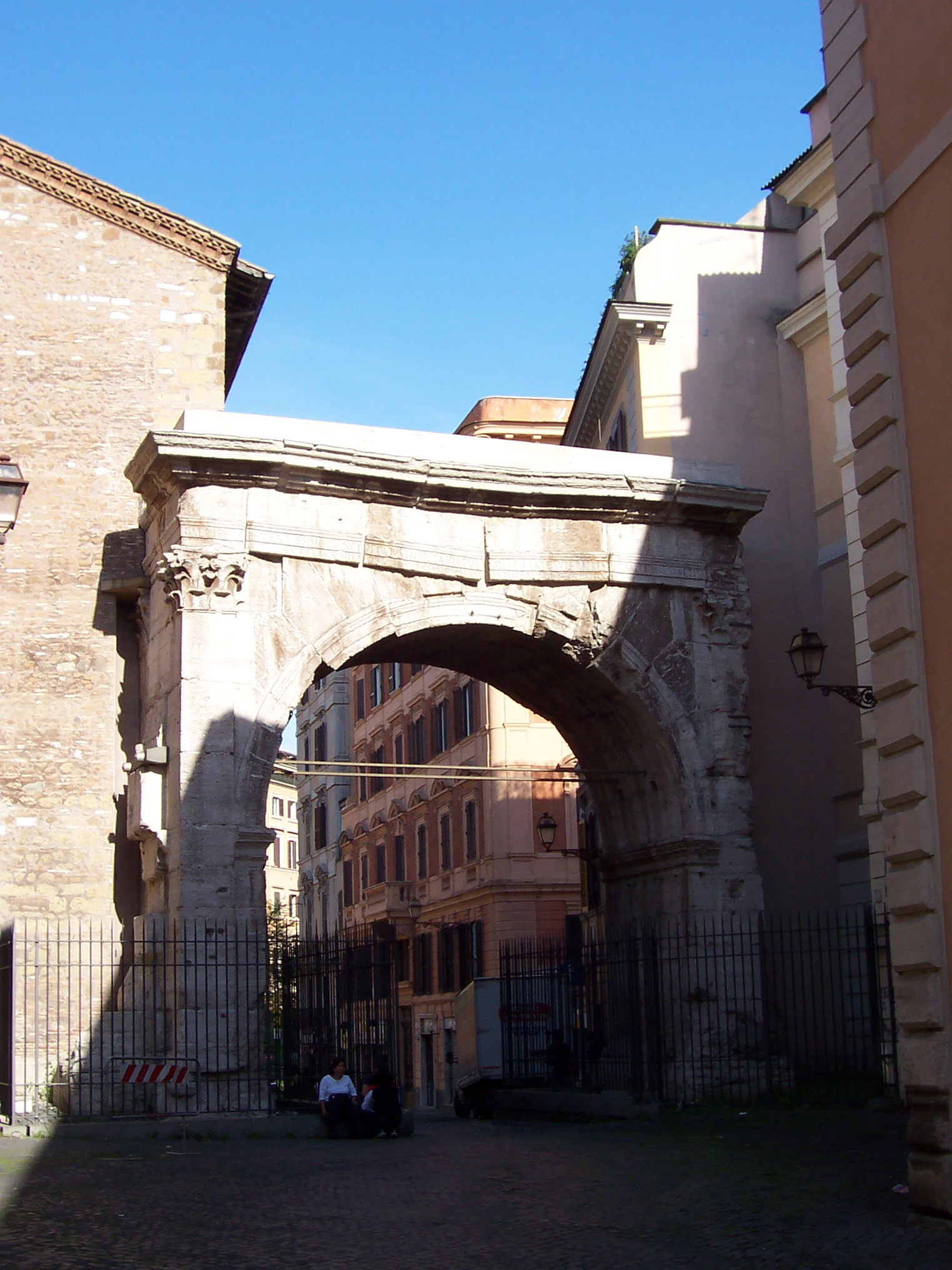
Porta Esquilina.

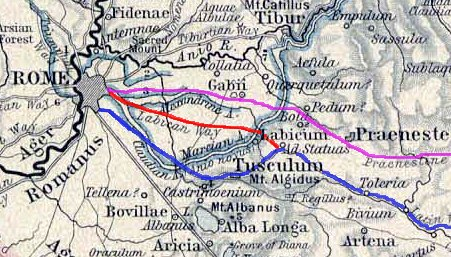
Via Labicana

Via Labicana var en väg som under klassisk romersk tid ledde i ostsydostlig riktning från Porta Prenestina och genom Serviska vallen genom Porta Esquilina i Rom till Tusculum och sedan vidare till staden Labicum.